# Raunistula
Raunistula est un quartier des districts de Länsikeskus et Runosmäki-Raunistula à Turku en Finlande,.

## Description
La majeure partie de Raunistula est une zone de maisons individuelles et de maisons en rangée, et l'ancienne zone industrielle a été transformée en zone résidentielle.

## Galerie

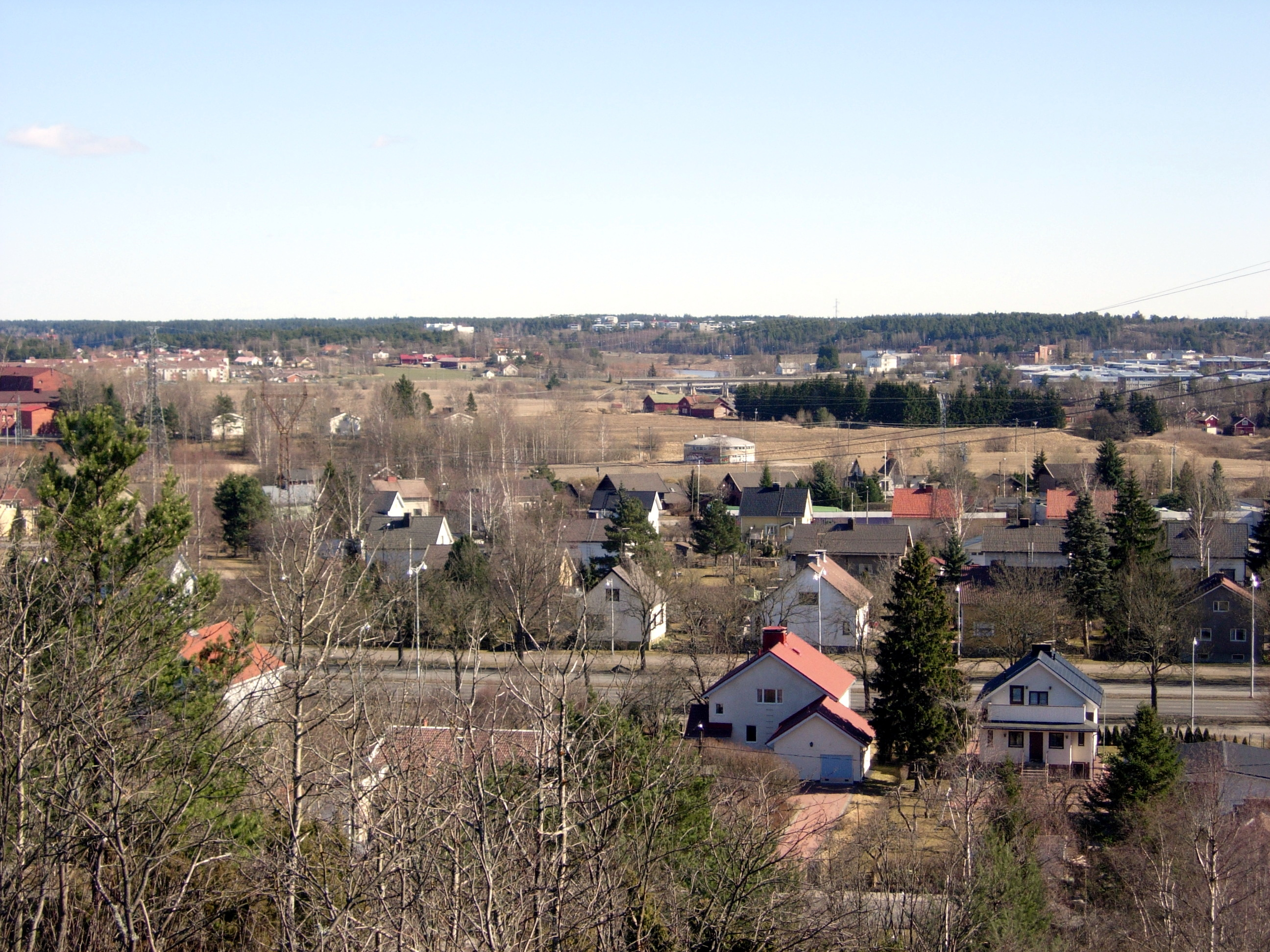
Raunistula et Koroinen.
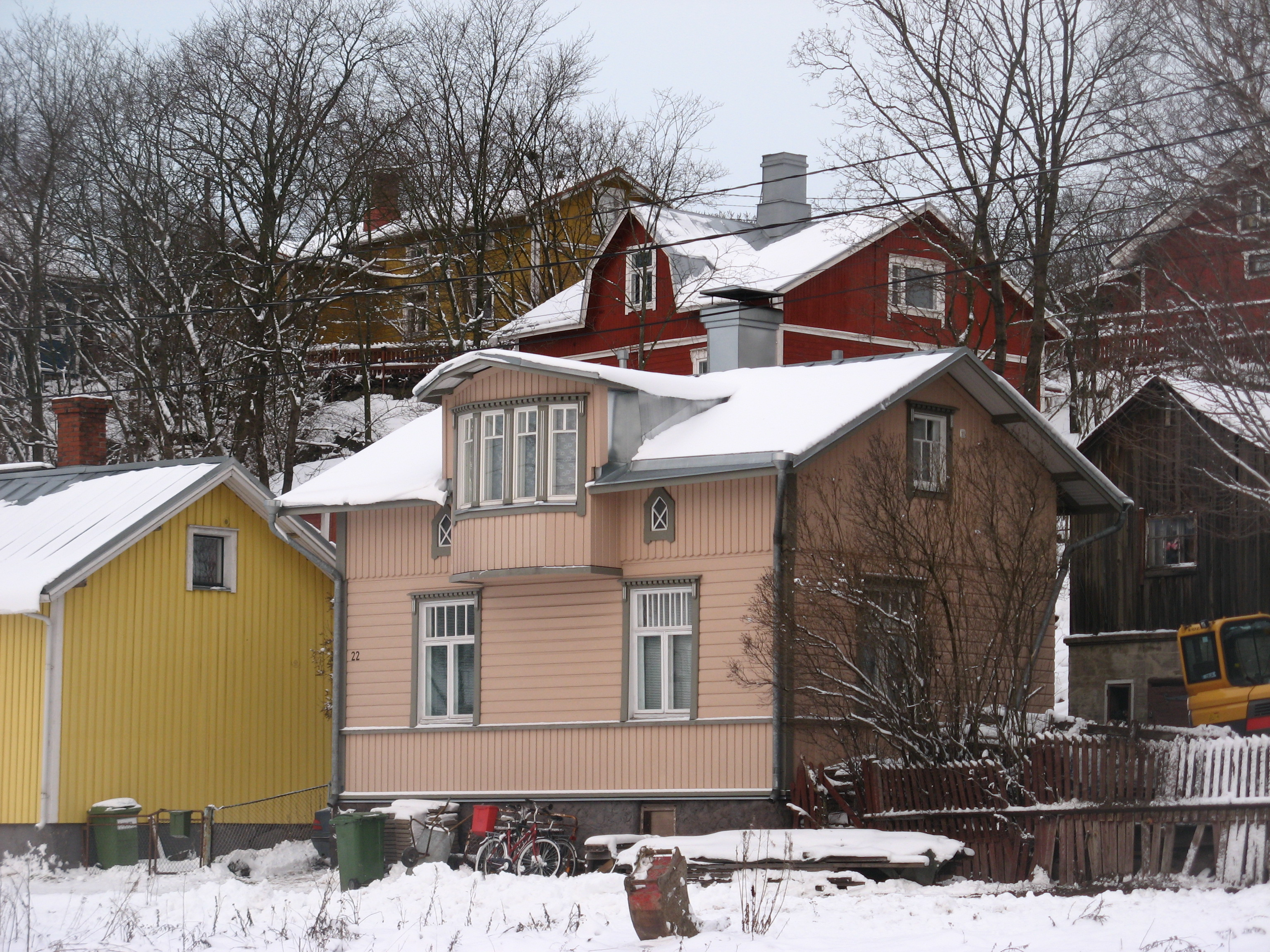
Konsantie.
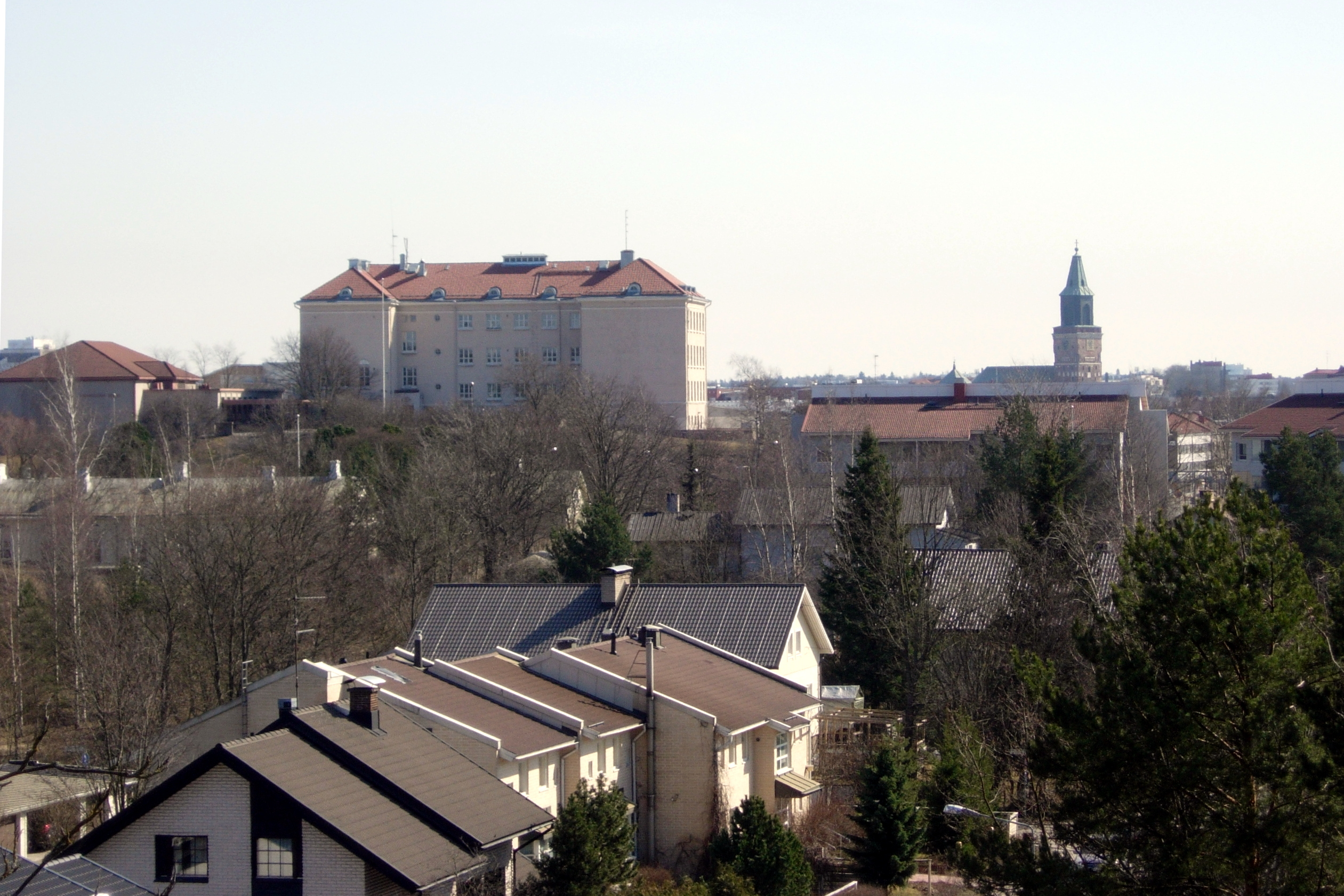
École de Raunistula, vue de Vätti.
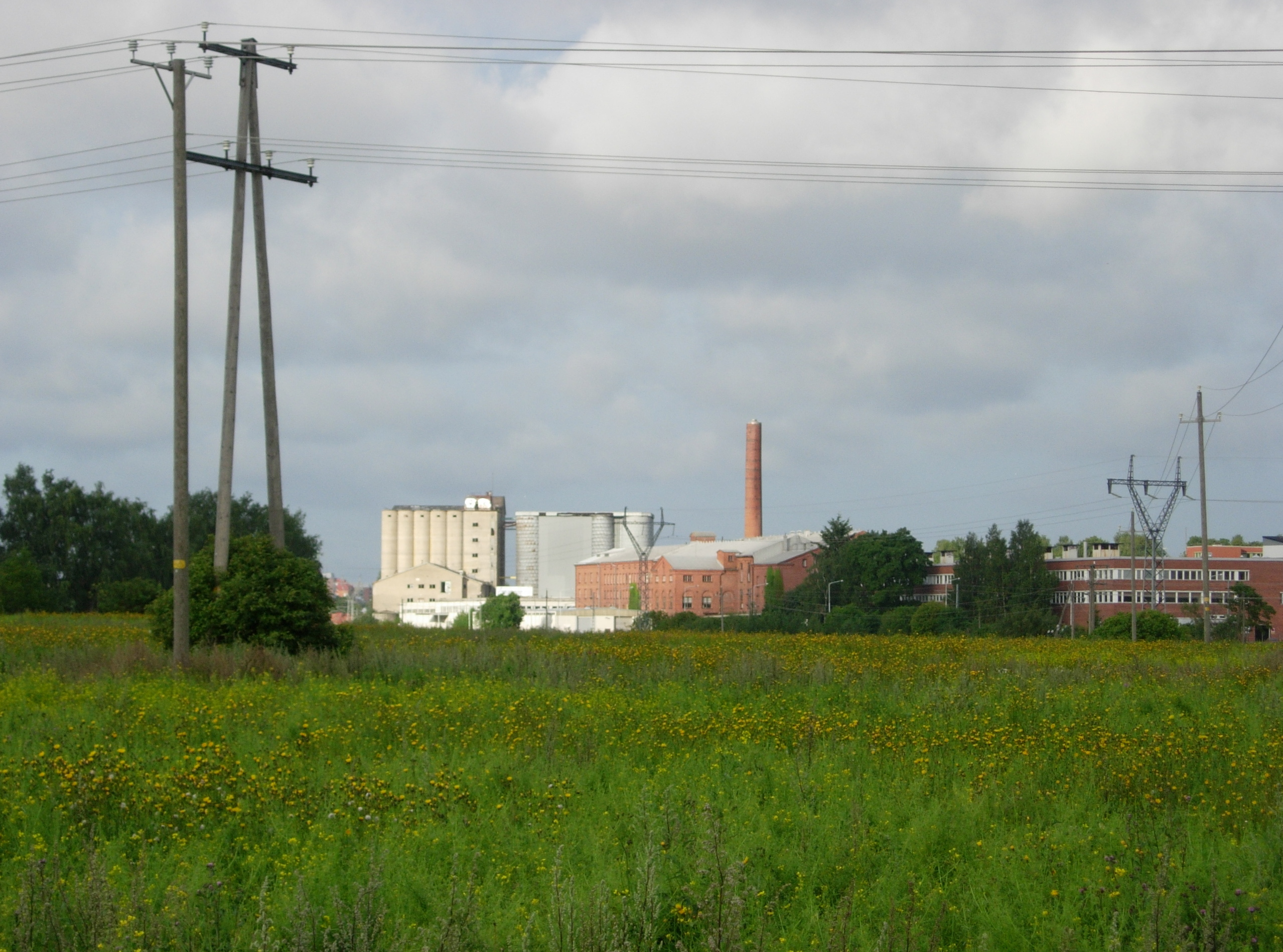
Champs de Koroinen et bâtiments de Raunistula.
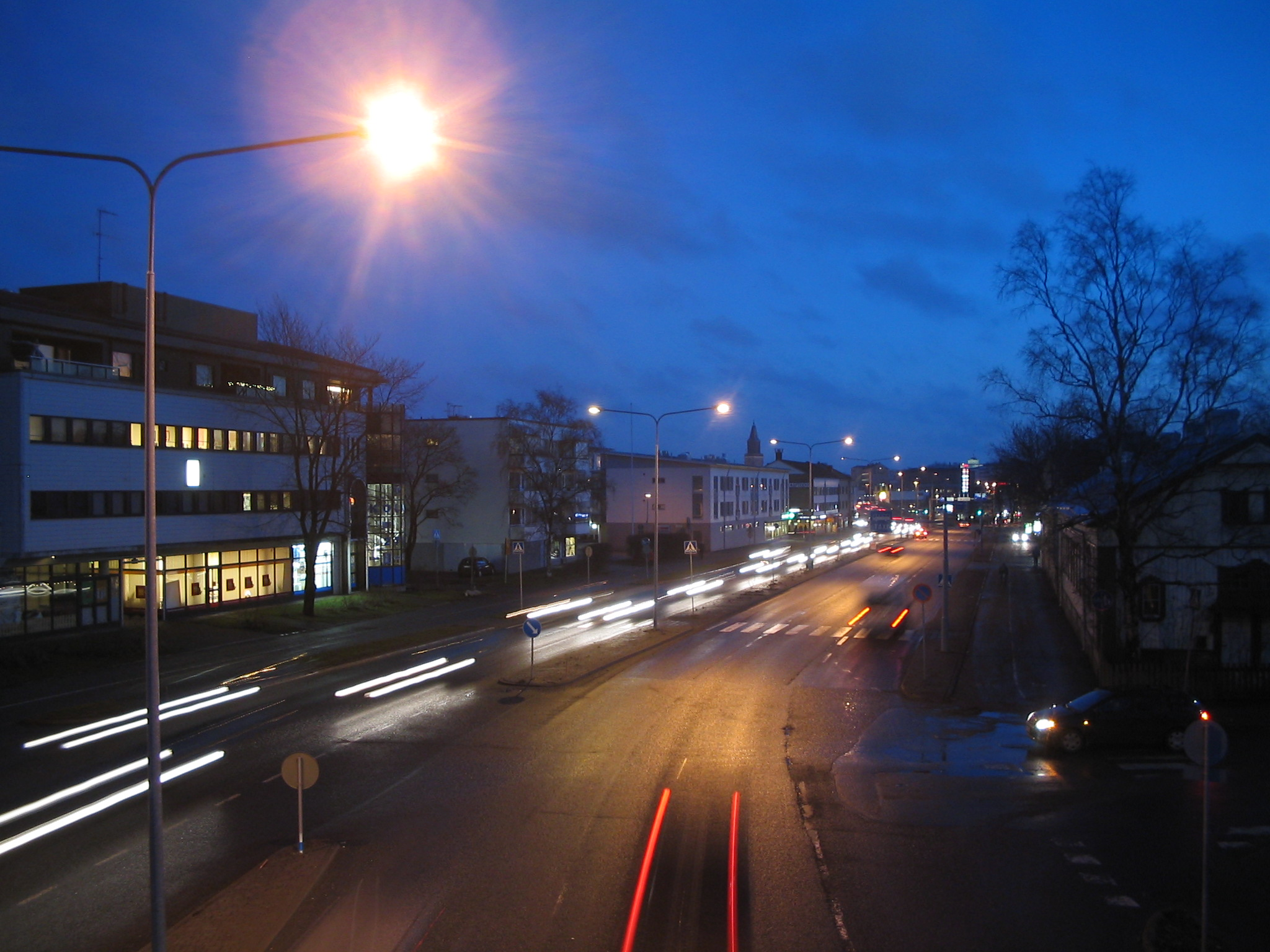
Satakunnantie.